# ادیتا کشمین
ادیتا کشمین (لهستانی: Edyta Krzemień؛ زادهٔ ۲۴ اکتبر ۱۹۸۵) بازیگر، صداپیشه و خواننده اهل لهستان است. وی دانش‌آموختهٔ رشتهٔ روزنامه‌نگاری در دانشگاه یاگیلونیا است و خوانندگی و آواز را در دانشگاه موسیقی شوپن فرا گرفت. او در دوبلهٔ چندین فیلم کارتونی نقش داشته است که از آن میان می‌توان به صداپیشگی نسخهٔ لهستانی سفیدبرفی و هفت کوتوله اشاره کرد.